# Bloque por Asturies

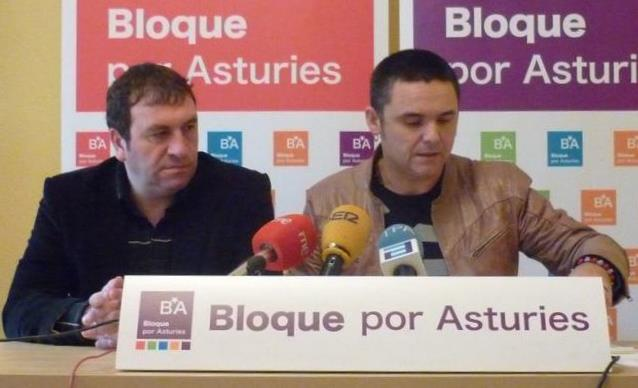
Conférence de presse donnée par le parti Bloque por Asturies

Bloque por Asturies (en français, Bloc pour les Asturies) est un parti politique des Asturies. Il a une idéologie nationaliste asturienne et de gauche et a été créé face aux élections autonomes asturiennes de 2003, où il s'est présenté en coalition avec Izquierda Unida (IU).

## Présentation
Il a son origine à l'Izquierda Nacionaliega d’Asturies, faction d'Andecha Astur et il a été membre de la coalition Bloque de la Izquierda Asturiana et d'indépendants asturiens.
Le Bloque por Asturies a fait partie du gouvernement asturien après l'accord de collaboration signé entre lui, Izquierda Unida et le Parti Socialiste Ouvrier Espagnol (PSOE).
Après les élections générales de 2004, il a refait la coalition avec Izquierda Unida, en ayant avec elle 59 253 voix (8,42 %), mais sans avoir un siège au Parlement central. Aux élections autonomiques asturiennes de 2007, Los Verdes d'Asturies se sont ajoutés à la coalition IU-BA, qui a eu 58 114 voix (9,7 %) et 4 députés, desquels BA en a eu un.
Il fait partie du Conceyu Abiertu pola Oficialidá. Son secrétaire général c'est Roberto Colunga et son porte-parole national c'est Rafael Palacios, qui a été aussi directeur de l'Agence Asturienne de Coopération au Développement pendant la législature 2003-2007.
Entre 2003 et 2007 il a fait partie de la coalition de gouvernement PSOE-IU-BA. Après les élections autonomes de 2007, le PSOE a créé un gouvernement en solitaire et minorité, mais en 2008 il y a eu encore une fois un accord avec IU-BA ce qui a permis au BA d'entrer à nouveau dans le gouvernement. En ce moment il fait partie du groupe parlementaire mixte, en tant que le seul parti à faire partie de ce groupe, après briser son alliance avec Izquierda Unida-Los Verdes en accusant Izquierda-Unida et Los Verdes de ne pas respecter les accords signés, puisque ces deux forces politiques ont soutenu l'application des mesures d'austérité proposées par le Parti Socialiste, qui impliquaient, par exemple, des réductions salariales pour les fonctionnaires publics.